# ب ك. كانون
باربرا كيمبرلي كانون (بالإنجليزية: Barbara-Kimberly Cannon؛ مواليد 27 أغسطس 1990) هي ممثلة أمريكية اشتهرت بـ بدلتا عند الولادة ولماذا تقتل النساء.

## وصلات خارجية
- ب ك. كانون على موقع IMDb (الإنجليزية)
- ب ك. كانون على موقع ميتاكريتيك (الإنجليزية)
- ب ك. كانون على موقع روتن توميتوز (الإنجليزية)
- ب ك. كانون على موقع قاعدة بيانات الأفلام العربية
- ب ك. كانون على موقع ألو سيني (الفرنسية)
- ب ك. كانون على موقع أول موفي (الإنجليزية)
- ب ك. كانون على موقع قاعدة بيانات الفيلم (الإنجليزية)
- ب ك. كانون على موقع ليتربوكسد (الإنجليزية)
- ب ك. كانون على موقع كينوبويسك (الروسية)